# 切萨皮克城
切萨皮克城（英語：Chesapeake City）是美国马里兰州塞西尔县的一个城镇，2010年统计的人口为673人。